# Giovanni Birelle
Giovanni Birelle, O.Cart. (in francese Jean Birelle; Limoges, ... – Grande Chartreuse, 6 gennaio 1361) è stato un presbitero e monaco cristiano francese che fu ministro generale dell'Ordine certosino.

## Biografia
Jean Birelle nacque a Limoges (tradizionalmente), ma si riporta anche Chamboulive.
Emise la professione presso la certosa di Glandier e in seguito divenne priore della certosa di Bonnefoy.
Nel 1346, successe a Henri Pollet come ministro generale dei certosini, carica che mantenne presso la Grande Chartreuse fino alla sua morte nel 1361. Godeva di un'ottima reputazione come monaco contemplativo.
Alla morte di papa Clemente VI, Étienne Aubert fu eletto papa con il nome di Innocenzo VI il 18 dicembre 1352, ma questa elezione non fu priva di difficoltà: i cardinali inizialmente proposero di eleggere proprio Jean Birelle, membro esterno al collegio cardinalizio. Quest'ultimo, nella sua grande umiltà, avrebbe declinato l'elezione.
Una seconda ipotesi coinvolge l'ingerenza del cardinale Hélie de Talleyrand-Périgord, che avrebbe influito sulla decisione della nomina per non ripetere l'errore commesso nel conclave del 1294 con l'elezione di papa Celestino V, personaggio considerato vicino alla santità in vita e venerato, ma non adatto a guidare la Chiesa.
Papa Innocenzo VI, la cui famiglia era benefattrice della certosa di Glandier, gli offrì il cappello cardinalizio, onore che Birelle rifiutò. Nel 1356, per ringraziare Jean Birelle di aver rifiutato di diventare papa e di aver così favorito la sua elezione, Innocenzo VI fece costruire a Villeneuve-les-Avignon una certosa, la certosa di Notre-Dame-du-val-de-Bénédiction che ospitava la tomba del pontefice.
Giovanni Birelle fu amico del poeta Francesco Petrarca, a cui furono destinate diverse lettere. Il fratello del poeta, Gherardo, si era fatto certosino in Francia (presso la certosa di Montriuex) e Francesco ebbe modo di andarlo a trovare, passando anche per la Grande Chartreuse dove conobbe Birelle. Proprio il soggiorno presso i certosini ispirò il trattato De otio religioso, opera che il poeta aveva promesso al Birelle.